# Piotr Osiński
Piotr Osiński (* 9. Dezember 1986) ist ein ehemaliger polnischer Radrennfahrer.
Piotr Osiński wurde 2007 bei der polnischen Meisterschaft Dritter im Straßenrennen der U23-Klasse hinter dem Sieger Piotr Krysman. Außerdem wurde er auch beim Grand Prix Bradlo Dritter hinter dem Erstplatzierten Maciej Bodnar. Im nächsten Jahr wurde er in Złotoryja nationaler Meister im Straßenrennen der U23-Klasse. 2009 und 2010 Osiński für das polnische Mróz Continental Team. sine letzte bedeutende Platzierung war der fünfte Platz der polnischen Straßenmeisterschaft 2010.

## Erfolge
2008
- Polnischer Meister – Straßenrennen (U23)

## Teams
- 2009 Mróz Continental Team
- 2010 Mróz Active Jet